# Puesto Uno
Puesto Uno (auch Puesto Primero) ist eine Ortschaft im Departamento Tarija im äußersten Süden des südamerikanischen Andenstaates Bolivien.

## Lage im Nahraum
Puesto Uno ist der drittgrößte Ort des Municipio Villamontes in der Provinz Gran Chaco. Die Ortschaft liegt auf einer Höhe von 377 m in unmittelbarer Nachbarschaft der Stadt Villamontes am linken, nördlichen Ufer des Río Pilcomayo, kurz nachdem der Fluss den Höhenzug der Serranía Aguaragüe durchbricht und in südöstlicher Richtung in das Chaco-Vorland fließt.

## Geographie
Westlich von Puesto Uno und Villamontes erstreckt sich die nord-südlich verlaufende Voranden-Kette der Serranía Aguaragüe, die dort bei Villamontes eine Höhe von fast 1400 m erreicht.
Puesto Uno liegt in den wechselfeuchten Tropen und weist eine deutliche Trockenzeit in den Monaten Juni bis September auf (siehe Klimadiagramm Villamontes), das Klima ist semihumid.

## Verkehrsnetz
Puesto Uno liegt in einer Entfernung von 256 Straßenkilometern östlich von Tarija, der Hauptstadt des Departamentos.
Um von Tarija nach Villamontes und Puesto Uno zu gelangen, folgt man zuerst der Nationalstraße Ruta 1, die von Tarija aus in südöstlicher Richtung führt. Nach acht Kilometern zweigt nach Osten hin die Fernstraße Ruta 11 ab, die über Junacas Sur, Entre Ríos und  Palos Blancos die Stadt Villamontes nach 243 Kilometern erreicht. Die Ruta 11 führt dann weiter nach Osten über Ibibobo nach Cañada Oruro, der Grenzstation an der Grenze zu Paraguay.
In Villamontes verläuft in West-Ost-Richtung die Calle Capitán Manchego, auf der man die Stadt Villamontes in östlicher Richtung verlässt und dort auf die eigenständige Ortschaft Puesto Uno trifft, die sich zwischen der Calle Capitán Manchego und dem Río Pilcomayo erstreckt.

## Bevölkerung
Die Einwohnerzahl der Ortschaft ist im vergangenen Jahrzehnt deutlich angestiegen:
| Jahr | Einwohner         | Quelle       |
| ---- | ----------------- | ------------ |
| 1992 | keine Detaildaten | Volkszählung |
| 2001 | 346               | Volkszählung |
| 2012 | 558               | Volkszählung |
| 2024 |                   | Volkszählung |